# Князівка (Молдова)
Князівка (рум. Cneazevca) — село в Леовському районі Молдови. Адміністративний центр однойменної комуни, до складу якої також входить село Кизлар.
У селі проживають молдовани та українці. Згідно з даними перепису населення 2004 року українців — 332 особи (35 %), молдован — 375 осіб (39 %).